# André Foucher
André Foucher (* 2. Oktober 1933 in Cuillé; † 4. Mai 2025) war ein französischer Radrennfahrer.

## Sportliche Laufbahn
Foucher war im Straßenradsport und im Querfeldeinrennen (heutige Bezeichnung Cyclocross) aktiv. Als Amateur begann er 1948 seiner Karriere und gewann 1955 die französische Militärmeisterschaft im Straßenrennen. 1958 wurde er nationaler Meister bei den Unabhängigen, ebenfalls im Straßenrennen. Er gewann die erste Austragung des Etappenrennens Essor breton mit einem Tageserfolg. Dazu kamen Etappensiege in der Route de France und im Circuit des Angevines. 1959 siegte er im Rennen Paris-Tours espoirs.
1958 wurde er Unabhängiger, 1960 trat er zu den Berufsfahrern über und nahm als Profi mehrmals an der Tour de France teil und war unter anderem Sechster bei der Tour de France 1964 geworden. Er blieb bis 1967 als Radprofi aktiv und fuhr ab 1968 wieder als Amateur. In seiner ersten Profisaison holte er den Gesamtsieg im Circuit Cycliste Sarthe. Einen bedeutenden sportlichen Erfolg hatte er 1964 mit dem Gewinn des Etappenrennens Grand Prix Midi Libre vor Raymond Mastrotto. 1965 konnte er das Rennen erneut gewinnen, diesmal vor Jean Stablinski. 1968 gewann er eine Etappe der Tour du Béarn. Im Circuit des Deux Provinces war er 1974 und 1979 erfolgreich. Im Rennen der Straßenradsport-Weltmeisterschaften 1964 schied er aus, 1965 wurde er 31., 1966 20., 1967 11. In den 80er Jahren gewann er in St Méen Le Grand und Piré sur Seiche.
André Foucher starb im Alter von 91 Jahren am 4. Mai 2025.

## Grand-Tour-Platzierungen
| Grand Tour            | 1960 | 1961 | 1962 | 1963 | 1964 | 1965 | 1966 | 1967 |
| --------------------- | ---- | ---- | ---- | ---- | ---- | ---- | ---- | ---- |
| Vuelta a EspañaVuelta | –    | –    | –    | –    | –    | –    | –    | 48   |
| Giro d’ItaliaGiro     | DNF  | –    | –    | –    | –    | –    | –    | –    |
| Tour de FranceTour    | DNF  | 21   | 54   | 57   | 6    | 18   | 43   | 46   |

Im Querfeldeinrennen gewann er zweimal die Meisterschaft der Bretagne. Er startete bei den Cyclocross-Weltmeisterschaften 1962 und kam dabei auf den 7. Platz, 1963 auf den 8. Platz und 1968 auf den 10. Platz.